# Забиров, Георгий
Георгий Забиров (узб. Georgiy Zabirov; 1 июня 1974; Чирчик, Узбекская ССР, СССР) — советский и узбекистанский футболист, вратарь. Один из гвардейцев ферганского «Нефтчи» (204 матча).

## Карьера
Начал профессиональную карьеру в 1991 году в составе команды «Чирчик». В 1992—1994 годах выступал за ташкентский «МХСК». В сезоне 1995 года снова выступал за «Чирчик».
В 1996 году перешёл в ферганское «Нефтчи». Выступал за «нефтяников» до 2004 года. За это время Забиров стал одним из лидеров команды и в 2000 году вызван в сборную Узбекистана для участия в Кубке Азии 2000 года. Провёл за сборную Узбекистана шесть матчей. За «Нефтчи» Забиров сыграл в 204 матчах и с этим показателем он входит в число лучших гвардейцев ферганской команды.
В 2005—2006 годах играл за наманганский «Навбахор» и «Андижан». В 2006 году завершил свою профессиональную карьеру.

## Достижения
- Чемпион Узбекистана: 2001
- Серебряный призёр Чемпионата Узбекистана: 1996, 1997, 1998, 1999, 2000, 2002, 2003, 2004
- Финалист Кубка Узбекистана: 1997 ,1998, 2001, 2002